# 34273 Franklynwang
34273 Franklynwang è un asteroide della fascia principale. Scoperto nel 2000, presenta un'orbita caratterizzata da un semiasse maggiore pari a 2,6707896 au e da un'eccentricità di 0,0815287, inclinata di 3,20327° rispetto all'eclittica.